# Санта-Фе-де-ла-Лагуна
Санта-Фе-де-ла-Лагуна (исп. Santa Fe de la Laguna)  —   населённый пункт в Мексике, входит в штат Мичоакан. Население 4046 человек.